# Hellcat Records
Hellcat Records is een onafhankelijk platenlabel gesitueerd in Los Angeles, Californië in de Verenigde Staten. Het label is ontstaan uit een samenwerking tussen de eigenaar van Epitaph Records, Brett Gurewitz van Bad Religion en de zanger en gitarist van Rancid, Tim Armstrong. De laatstgenoemde is de eigenlijke oprichter en eindverantwoordelijke voor het tekenen van de bands.
Het label contracteert vooral punk, ska, oi!, psychobilly en hardcore bands. Van 1997 tot en met 2009 verscheen bijna elk jaar een cd met liedjes van verschillende bands die bij Hellcat spelen: Give 'Em the Boot. In deze serie is ook een dvd uitgekomen met filmmateriaal van verschillende bands op tour.
Op 15 januari 2006 kwam er een film uit op het label genaamd Live Freaky! Die Freaky!. Deze film werd geproduceerd door Tim Armstrong en gemaakt met behulp van marionettes. De stemmen werden onder andere ingesproken door leden van de bands Rancid, Green Day, Good Charlotte en The Vandals.

## Bands
Een lijst van bands die nu bij het label zitten of ooit bij het label hebben gezeten met een pagina op de Nederlandstalige Wikipedia.

### Actieve bands
Bands die nu bij de platenmaatschappij zitten.
- Tim Armstrong
- HorrorPops
- Nekromantix
- Rancid
- Street Dogs
- Tiger Army
- Time Again
- The Unseen

### Gestopte bands
Bands die nu gestopt zijn en hun carrière hebben beëindigd bij Hellcat Records.
- Lars Frederiksen and the Bastards
- Operation Ivy

### Voormalige bands
Bands die bij Hellcat zaten maar naar een andere platenmaatschappij zijn gegaan.
- The Distillers
- Dropkick Murphys
- The Transplants